# S1 Barcelona - Terrassa
La línea S1 de Ferrocarriles de la Generalidad de Cataluña (FGC) es una línea de ferrocarril que pertenece a la Línea Barcelona-Vallés y conecta Barcelona y Tarrasa pasando por la ciudad de San Cugat.

## Características
Las cocheras de esta línea se encuentran en Rubí, específicamente en el COR (Centro de Operaciones de Rubí), hace de cocheras y de taller.

### Estaciones
Hay estaciones con correspondencia con otras líneas de metro de TMB y trenes de cercanías y regionales y con enlaces con otros servicios de FGC:
| Estación                   | Metro | Otros | Municipio            |
| -------------------------- | ----- | ----- | -------------------- |
| Tarrasa Naciones Unidas    |       |       | Tarrasa              |
| Tarrasa Estación del Norte |       |       | Tarrasa              |
| Vallparadís Universidad    |       |       | Tarrasa              |
| Tarrasa Rambla             |       |       | Tarrasa              |
| Les Fonts                  |       |       | Tarrasa              |
| Rubí Centro                |       |       | Rubí                 |
| Hospital General           |       |       | San Cugat del Vallés |
| Mira-Sol                   |       |       | San Cugat del Vallés |
| San Cugat Centro           |       |       | San Cugat del Vallés |
| Valldoreix                 |       |       | San Cugat del Vallés |
| La Floresta                |       |       | San Cugat del Vallés |
| Las Planas                 |       |       | Barcelona            |
| Bajador de Vallvidrera     |       |       | Barcelona            |
| Pie del Funicular          |       |       | Barcelona            |
| Sarriá                     | obras |       | Barcelona            |
| Las Tres Torres            |       |       | Barcelona            |
| La Bonanova                |       |       | Barcelona            |
| Muntaner                   |       |       | Barcelona            |
| San Gervasio               |       |       | Barcelona            |
| Gracia                     | obras |       | Barcelona            |
| Provenza                   |       |       | Barcelona            |
| Pl. Cataluña               |       |       | Barcelona            |